# Kenya Vision 2030
 (janvier 2020).
 (mai 2017).
Si vous disposez d'ouvrages ou d'articles de référence ou si vous connaissez des sites web de qualité traitant du thème abordé ici, merci de compléter l'article en donnant les références utiles à sa vérifiabilité et en les liant à la section « Notes et références ».
Kenya Vision 2030 est un plan de développement adopté par le Kenya, le 10 juin 2008. Il couvre la période 2008 à 2030 à travers 5 plans quinquennaux.